# Elizabeth Gould
Elizabeth Gould (ur. 1962) – amerykańska psycholożka i neuronaukowczyni, profesor neuronauki Uniwersytetu w Princeton.
Bada zjawisko neuroplastyczności i neurogenezy postnatalnej w dorosłych organizmach, którego istnienie oraz znaczenie – zwłaszcza w mózgu człowieka – było historycznie podważane, i które pozostaje przedmiotem aktywnej debaty naukowej.

## Życiorys

### Wczesne życie i wykształcenie
Dorastała na Long Island w stanie Nowy Jork. Nie planowała kariery naukowej. Studiowała, początkowo z czystego zainteresowania, psychologię na St. John’s University (B.A. 1984), a następnie neuronaukę behawioralną na UCLA (Ph.D. 1988). Zapytana w wywiadzie, jaki był powód dla którego wybrała uczelnię w Kalifornii, odpowiedziała: „Ciepła pogoda.” Na stażu podoktorskim z neuroendokrynologii na Uniwersytecie Rockefellera (1988–1992) dołączyła do zespołu Bruce`a McEwena. Jak wspomina, na tym etapie czuła już głęboką pasję do pracy naukowej. W trakcie pobytu w tym zespole odkryła przesłanki ku zachodzeniu neurogenezy w mózgach dorosłych szczurów – czego badaniu poświęciła następne lata.

### Praca i dalsze życie
Po stażu spędziła trzy lata na Uniwersytecie Rockefellera; od 1997 należy do kadry Princeton, gdzie prowadzi własne laboratorium neuronauki.
Jej badania dały podstawy do uznania, że neurogeneza może mieć miejsce – przynajmniej w pewnym zakresie – także w dorosłych organizmach u kilku gatunków, w tym u naczelnych. Analizuje skalę i funkcje tego procesu, oraz jego związki z mechanizmami hormonalnymi i bodźcami środowiskowymi. Jej publikacje wciągnęły ją w naukowy konflikt z Pasko Rakicem, przez długie lata wiodącym przeciwnikiem hipotezy o neurogenezie postnatalnej.
Należy do redakcji naukowej kilku czasopism, m.in. Biological Psychiatry. Otrzymała doktorat honoris causa Chapman University, oraz szereg stypendiów i wyróżnień.
W życiu prywatnym ma męża i dzieci.